# Fresenius SE
Fresenius SE este o companie germană din domeniul sanitar cu peste 100.000 de angajați. Compania deține 37% din Fresenius Medical Care.